# Laguna Aquilpo
La laguna Aquilpo, Akillpo o Akilpo está localizada dentro de la quebrada del mismo nombre que pertenece la cuenca hidrográfica del río Santa en la Cordillera Blanca dentro del Parque nacional Huascarán en la región de Áncash, Perú.
Es una de las lagunas que se inspeccionan para determinar su estado de las obras hidráulicas así como el grado de vulnerabilidad física que pueda presentar la laguna.

## Ubicación
La laguna Aquilpo está ubicada en la quebrada de Aquilpo. Políticamente pertenece al distrito de San Miguel de Aco de la provincia de Carhuaz del departamento de Ancash. La laguna se emplaza en las faldas del nevado llamado precisamente Aquilpo (5760 m s.n.m.).

## Características
Está situada a una altitud de aproximadamente 4690 m s.n.m, es alimentada por el agua dulce como producto de la fusión glaciar de los nevados Tocllaraju y Aquilpo, presenta una superficie de 412,112.41 m², un volumen de 4,607,872.21 m³ y una profundidad de 32.4 m. La laguna presenta una superficie de agua de 0,36 km².

## Actividades desarrolladas dentro del recurso turístico
Es una zona caracterizada por su atractivo turístico. Se pueden realizar actividades como la caminata en montaña, la escalada en montaña y roca, campamentos, la observación de flora y fauna y la toma de fotografías.

## Acceso
El acceso desde la ciudad de Huaraz va hacia el norte hasta la ciudad de Taricá, luego se toma la carretera afirmada que conduce hasta Honcopampa, caracterizado por sus restos arqueológicos que datan la misma época de Wilcahuain. Para llegar a Honcopampa se atraviesan los poblados de Pariahuanca, San Miguel de Aco y Pampamarca donde los pobladores se dedican a elaborar artesanía, textiles de lana de oveja y teñidos naturales.  
Desde Honcopampa, se ingresa caminando a la quebrada de Aquilpo pasando cerca del cascada de Yuracyacu y atravesando el bosque de quenuales de Ocshapampa dentro de la quebrada. La caminata dura 9 horas.